# Żołudky
Żołudky (ukr. Жолудки) – wieś na Ukrainie, w obwodzie chmielnickim, w rejonie szepetowskim, w hromadzie Sudyłków. W 2001 liczyła 284 mieszkańców.